# Teleghma
Teleghma (în arabă تلاغمة) este o comună din provincia Mila, Algeria.
Populația comunei este de 48.028 de locuitori (2008).